# Roger M. Jacobi
Roger Michael Jacobi (* 16. Februar 1947 in Ealing, Middlesex; † 9. Dezember 2009 in Watford, Hertfordshire) war ein britischer prähistorischer Archäologe und Experte für die Siedlungsgeschichte der Britischen Inseln. Seit 1995 war er als Kurator des British Museum und des Natural History Museum in London tätig.

## Leben
Roger Jacobis Vater war Deutscher, der kurz vor Beginn des Zweiten Weltkriegs das Deutsche Reich verlassen hatte, seine Mutter war Engländerin. Er besuchte in der damaligen Grafschaft Middlesex die Merchant Taylor’s School, die einen Archäologie-Verein und ein Schulmuseum besaß. Bereits als 16-Jähriger trat er 1963 der Prehistoric Society bei. Ab 1966 studierte er an der University of Cambridge die Fächer Archäologie und Anthropologie, und er erwarb 1975 an dieser Universität auch seinen Doktorgrad mit einer umfangreichen, dreibändigen Studie über Aspects of the Post-Glacial Archaeology of England and Wales in der Arbeitsgruppe von Paul Mellars.

## Forschung
Nach seinem Studium lehrte Jacobi als Lecturer Archäologie und Urgeschichte, bis 1988 an der Lancaster University und anschließend an der University of Nottingham, speziell zu Themen der Altsteinzeit. Da er meinte, aufgrund seiner Lehrverpflichtungen und der universitären Bürokratie immer weniger Zeit für Feldstudien zur Verfügung zu haben, verzichtete er schließlich auf eine weitere akademische Karriere und wechselte 1995 auf eine anfangs zeitlich befristete Stelle als Kurator im Department of Prehistory and Europe des British Museum. Seit 2001 gehörte er dem Projekt Ancient Human Occupation of Britain (AHOB), an; mit Chris Stringer, Andy Currant und vor allem mit Thomas Higham wirkte er an zahlreichen Neuberechnungen der Radiokohlenstoffdatierung steinzeitlicher Funde aus Großbritannien mit. Als Chefarchäologe des Projekts trug er maßgeblich zur Auswahl jener Fundstätten bei, deren Datierung überprüft werden sollte; hierzu gehörten beispielsweise die Red Lady of Paviland und die Knochenfunde aus Kents Cavern. Gemeinsam mit Chris Stringer und Andy Currant erforschte Jacobi u. a. von 1987 bis 1992 auch Gough’s Cave, den Fundort des Cheddar Man.
Roger Jacobi verstarb im Alter von 62 Jahren an den Folgen einer erst wenige Monate zuvor erkannten Krebserkrankung im Watford Hospital. Seine umfangreiche Sammlung von Steingeräten ging in den Besitz des British Museum über und ist online erschlossen. Sein umfangreiches und ursprünglich auf Karteikarten erstelltes Archiv zu den Verwahrorten von mehr als 10.000 Steingeräten in öffentlichen und privaten Sammlungen ist auf einem Server der University of York als Digitalisat gehostet.

## Ehrungen
Roger Jacobi war Mitglied der Society of Antiquaries of London.
Für seine im Jahr 2004 erschienene Studie The Late Upper Palaeolithic Lithic Collection from Gough's Cave, Cheddar, Somerset and Human Use of the cave verlieh ihm die Prehistoric Society den Bagueley Award für den besten Artikel des Jahres in der archäologischen Fachzeitschrift Proceedings of the Prehistoric Society.
Im Februar 2015 erschien das Buch No Stone Unturned. Papers in Honour of Roger Jacobi, herausgegeben von Nick Ashton und Claire Harris. Der Ertrag aus dem Verkauf des Buches soll einfließen in ein jährlich zu vergebendes Roger-Jacobi-Stipendium zur Förderung der Erforschung der Urgeschichte durch die Lithic Studies Society.

## Schriften (Auswahl)
- mit Victor Roy Switsur: Radiocarbon dates for the Pennine Mesolithic. In: Nature. Band 256, 1975, S. 32–34, doi:10.1038/256032a0.
- mit Hazel Martingell und Peter J. Huggins: A Mesolithic industry from Hill Wood, High Beach, Epping Forest. In: Essex Archaeology & History. Band 10, 1978, S. 206–219.
- When did Man come to Scotland? In: Mesolithic Miscellany. Band 3, Nr. 2, 1982, S. 8–9.
- mit Jill Cook: A reindeer antler or `Lyngby' axe from Northamptonshire and its context in the British Late Glacial. In: Proceedings of the Prehistoric Society. Band 60, 1994, S. 75–84, doi:10.1017/S0079497X0000339X.
- The Late Upper Palaeolithic Lithic Collection from Gough's Cave, Cheddar, Somerset and Human Use of the cave. In: Proceedings of the Prehistoric Society. Band 70, 2004, S. 1–92, doi:10.1017/S0079497X00001110.
- mit Thomas Higham und Christopher Bronk Ramsey: AMS radiocarbon dating of Middle and Upper Palaeolithic bone in the British Isles: improved reliability using ultrafiltration. In: Journal of Quaternary Science. Band 21, Nr. 5, 2006, S. 557–573, doi:10.1002/jqs.1037.
- mit Thomas Higham und Christopher Bronk Ramsey: AMS radiocarbon dating of ancient bone using ultrafiltration. In: Radiocarbon. Band 48, Nr. 2, 2006, S. 179–195, doi:10.1017/S0033822200066388.
- mit Thomas Higham: The “Red Lady” ages gracefully: new ultrafiltration AMS determinations from Paviland. In: Journal of Human Evolution. Band 55, Nr. 5, 2008, S. 898–907, doi:10.1016/j.jhevol.2008.08.007.
- mit Thomas Higham und anderen: Chronology of the Grotte du Renne (France) and implications for the context of ornaments and human remains within the Châtelperronian. In: PNAS. Band 107, Nr. 47, 2010, S. 20234–20239, doi:10.1073/pnas.1007963107.
- mit Thomas Higham und anderen: Testing models for the beginnings of the Aurignacian and the advent of figurative art and music: The radiocarbon chronology of Geißenklösterle. In: Journal of Human Evolution. Band 62, Nr. 6, 2012, S. 664–676, doi:10.1016/j.jhevol.2012.03.003.
- mit Tom Higham und anderen: The timing and spatiotemporal patterning of Neanderthal disappearance. In: Nature. Band 52, Nr. 7514, 2014, S. 306–309, doi:10.1038/nature13621.
- posthum mit John R. Stewart: The Long Term Response of Birds to Climate Change: New Results from a Cold Stage Avifauna in Northern England. In: PLoS ONE. Band 10, Nr. 5, 2015, e0122617, doi:10.1371/journal.pone.0122617.

## Belege
1. ↑  Nachruf der University of Bristol Spelæological Society: Roger Michael Jacobi 1947–2009. Auf: www.ubss.org.uk, zuletzt eingesehen am 8. Februar 2022. Zugleich in: UBSS Proceedings. Band 25, Nr. 1, 2010, S. 9–10.
2. ↑  British Library: Doktorarbeit von Jacobi, R. M.
3. ↑  Dr Roger M Jacobi (Biographical details). Auf: britishmuseum.org, zuletzt eingesehen am 8. Februar 2022.
4. ↑  Projekt Ancient Human Occupation of Britain: Roger Jacobi. (Memento vom 3. Februar 2012 im Internet Archive)
5. 1 2  Roger M. Jacobi: 16th February 1947 – 9th December 2009. (Memento vom 16. April 2010 im Internet Archive) Nachruf auf antiquity.ac.uk.
6. ↑  Sammlung Dr Roger M Jacobi auf britishmuseum.org, zuletzt eingesehen am 8. Februar 2022.
7. ↑  Palaeolithic and Mesolithic Lithic Artefact (PaMELA) database.
8. ↑  Obituary: Roger M. Jacobi. Auf. ahobproject.org, zuletzt eingesehen am 8. Februar 2022.
9. ↑  The Lithic Studies Society zum Tod von Roger Jacobi. Auf: lithics.org, zuletzt eingesehen am 18. Januar 2019

| Personendaten    | Personendaten                        |
| ---------------- | ------------------------------------ |
| NAME             | Jacobi, Roger M.                     |
| ALTERNATIVNAMEN  | Jacobi, Roger Michael; Jacobi, R. M. |
| KURZBESCHREIBUNG | britischer Archäologe                |
| GEBURTSDATUM     | 16. Februar 1947                     |
| GEBURTSORT       | Ealing, England                      |
| STERBEDATUM      | 9. Dezember 2009                     |
| STERBEORT        | Watford, Hertfordshire, England      |